# 山手治之
山手 治之（やまて はるゆき、1928年4月15日- ）は、日本の国際法学者。立命館大学名誉教授。専門分野は、国際法・国際経済法・EU法（EC法）。広島県広島市出身。

## 経歴
昭和3年（1928年）4月15日、広島県安佐郡深川村（現広島市安佐北区）で生まれる。昭和17年（1942年）4月に旧制崇徳中学校へ入学。途中、海軍兵学校へ入学するが（1945年4月-8月、海軍兵学校第78期）、終戦後復帰し、昭和21年（1946年）3月に卒業する。昭和21年（1946年）9月に旧制山口高等学校理科甲類に進学し、昭和24年（1949年）卒業する。昭和24年（1949年）4月に旧制京都大学法学部に進学、昭和27年（1952年）には旧制京都大学大学院法学研究科に進学し、昭和29年（1954年）修了。1952年から立命館大学法学部助手、以後専任講師、助教授を経て、昭和41年（1966年）4月に立命館大学法学部教授に就任。大学では国際法を担当する。
昭和44年（1969年）4月から昭和45年（1970年）の期間に立命館大学教学部長を務め、当時の大学紛争の解決に当たる。昭和45年（1970年）9月から昭和47年（1972年）8月にかけて、ロンドン大学ユニバーシティ・カレッジに留学する。
昭和53年（1978年）4月から昭和55年（1980年）3月には、立命館大学法学部長・大学院法学研究科長を務め、昭和63年（1988年）4月に立命館大学国際関係学部に異動する。平成4年（1992年）4月から平成6年（1994年）3月まで立命館大学大学院国際関係研究科長を務め、同年に定年退職。立命館大学より名誉教授の称号を受ける。
平成6年（1994年）4月より京都学園大学法学部教授に就任。大学での担当は国際経済法である。平成7年（1995年）4月より平成9年（1997年）3月にかけて京都学園大学法学部長・大学院法学研究科長を務める。同年4月より京都学園大学法学部特任教授となり、平成14年（2002年）3月に退任した。

## 主な職歴

### 大学関係
- 立命館大学法学部教授（1966年4月-1988年3月）
  - 立命館大学教学部長（1969年4月-1970年3月）
  - 立命館大学法学部長・同大学院法学研究科長（1978年4月-1980年3月）
- 立命館大学国際関係学部教授（1988年4月-1994年3月）
  - 立命館大学大学院国際関係研究科長（1992年4月-1994年3月）
- 京都学園大学法学部教授（1994年4月-1997年3月）
  - 京都学園大学法学部長・法学研究科長（1995年4月-1997年3月）
- 京都学園大学法学部特任教授（1997年4月-2002年3月）

### 学会役職
- 国際法学会理事（1976年-1996年）
- 日本国際経済法学会理事（1991年-現在）
- 日本国際経済法学会理事長（1994年-1997年）
- 日本EU学会（旧EC学会）理事（1980年-1998年）
- 日本EU学会（旧EC学会）理事長（1988年-1990年）

## 所属学会
- 国際法学会
- 日本国際経済法学会
- 日本EU学会（旧EC学会）
- 世界法学会

## 著作

### 著書
- 『国際法論序説』（法律文化社、1962年）

### 共編著
- 『あたらしい法学』（天野和夫・乾昭三等編有信堂、1964年）
- 『国際法概説』（香西茂他著、有斐閣、1967年）
- 『法学入門』（中川淳等編、東信堂、1969年）
- 『海洋法の新秩序』（林久茂・香西茂等編、東信堂、1993年）
- 『国際経済法』（丹宗暁信・小原喜雄等編、青林書院、1993年）
- 『国際経済条約・法令集』（小原喜雄・小室程夫等編、東信堂、1997年）
- 『ベーシック条約集』（香西茂・松井芳郎等編、東信堂、2003年）

### 訳書
- 『軍備競争』（ノエル=ベーカー著・前芝確三等訳、岩波書店、1963年）
- 『EC法入門』（P.S.R.F.マテイセン著、有斐閣、1982年）

## 典拠
1. ↑  山手教授のホームページ（http://page.freett.com/haruyamate/）